# エロモナス・ハイドロフィラ
エロモナス・ハイドロフィラ（学名：Aeromonas hydrophila）は、腸内細菌の一種でグラム陰性の通性嫌気性菌である。

## 概要
ヒトの腸炎下痢症の原因菌であり、1982年（昭和57年）にエロモナス属菌のうち本菌とエロモナス・ソブリアが新たに食中毒菌に指定された。食中毒起因菌の一種であるので、食中毒が疑われる場合は24時間以内に最寄りの保健所へ届け出なければならない。

## 生息場所
淡水中に常在する細菌である。したがって、この細菌による食中毒を避けるためには、淡水魚や飲料水、アクアスポーツ時の海水や河川水に気をつけるべきである。また、沿岸海域にも分布しており、エビ・カキ・海産魚介類からも本菌が検出されている。最近では海外渡航者の下痢症患者が増加している。